# Ангел Попкиров
Ангел Попкиров (изписване до 1945 година: Ангелъ попъ Кировъ), с псевдоним А. Каракашев, е български революционер, деец на македоно-одринското освободително движение.

## Биография
Роден е в дедеагачкото село Малък Дервент, тогава в Османската империя. Учи в Одринската българска гимназия. Като учител в кошукавашкото село Аврен става член на Вътрешната македоно-одринска революционна организация след покръщаването на по-малкия му брат Георги Попкиров. Привърженик е на лявото крило. Учителства в село Горно Суванлии и е и районен началник на Софлийската революционна околия. През октомври 1904 година бяга в България и османските власти го осъждат задочно на смърт. През 1906 година в София се създава Тракийско благотворително дружество „Антим I“, като за негов секретар е избран Ангел Попкиров. През октомври 1907 г. в Пловдив се провежда конгрес на тракийските организации. Той се обявява за учредителен и приема Устав на Съюза на одринските благотворителни братства. Избран е Управителен съвет на Съюза като за секретар отново е избран Ангел Попкиров. В 1908 година участва в редактирането на вестник „Одрински глас". През септември 1908 година се провежда конгрес на Одрински революционен окръг в Одрин. Конгресът решава да участва в предстоящите избори за народни представители в Одринския вилает като се излезе със самостоятелна листа или се търсят компромиси с други организации. Решава да се издава вестник „Одринска заря“ като един от редакторите е определен Попкиров. След учредяването на Народната федеративна партия през 1909 година е един от активистите ѝ. След Балканските войни е назначен за кмет на присъединения към България на Софлу, а след парламентарните избори през 1914 година става депутат от Гюмюрджински окръг с Либералната партия, част от Либералната коалиция.